# You Wanted the Best, You Got the Best!!
You Wanted the Best,You Got the Best!! — музичний альбом гурту Kiss. Виданий 25 червня 1996 року лейблом Mercury. Загальна тривалість композицій становить 59:16. Альбом відносять до напрямку хардрок.

## Список пісень
1. «Room Service» — 3:38
2. «Two Timer» — 3:15
3. «Let Me Know» — 3:38
4. «Rock Bottom» — 3:33
5. «Parasite» — 3:37
6. «Firehouse» — 4:00
7. «I Stole Your Love» — 3:32
8. «Calling Dr. Love» — 3:35
9. «Take Me» — 3:06
10. «Shout It Out Loud» — 3:14
11. «Beth» — 2:33
12. «Rock and Roll All Nite» — 4:01
13. «Kiss Tells All» — 17:34